# Toni Kukoč
Toni Kukoč, hrvaški košarkar, * 18. september 1968, Split, Jugoslavija.
Kukoč je kariero začel v splitskem klubu Jugoplastika, kjer je igral med letoma 1985 in 1991, za tem je dve leti igral za italijanski Benetton Treviso. Z Jugoplastiko je trikrat zapored osvojil naslov prvaka v Pokalu evropskih prvakov. Leta 1990 je bil kot skupno 29. izbran na naboru lige NBA s strani kluba Chicago Bulls, za katerega je zaigral leta 1993. Pri Chicagu je ostal do leta 2000, v letih 1996, 1997 in 1998 je s klubom trikrat zapored osvojil naslov prvaka lige NBA. Pri tem uspehu je bil Kukoč pomemben član ekipe, skupaj z Michaelom Jordanom, Scottiejem Pippenom, Dennisom Rodmanom in trenerjem Philom Jacksonom. V preostanku kariere v ligi NBA je igral še za klube Philadelphia 76ers,  Atlanta Hawks in Milwaukee Bucks.
Z jugoslovansko reprezentanco je osvojil naslov olimpijskega podprvaka na Olimpijskih igrah 1988 v Seulu, naslov svetovnega prvaka na Svetovnem prvenstvu 1990 ter naslova evropskega prvaka v letih 1989 in 1991 ter bron leta 1987. S hrvaško reprezentanco pa je osvojil naslov olimpijskega podprvaka na Olimpijskih igrah 1992 v Barceloni ter bronasti medalji s Svetovnega prvenstva 1994 in z Evropskega prvenstva 1995.
Leta 1990 je bil izbran za jugoslovanskega športnika leta. Devetkrat je bil izbran za najboljšega evropskega košarkarja leta, v izborih Euroscar (1990–1991, 1994, 1996, 1998) in Mr. Europa (1990–1992, 1996). Leta 1996 je bil izbran za najboljšega šestega košarkarja lige NBA. 